# Olympische Zwischenspiele 1906/Teilnehmer (Kreta)
Kreta  nahm an den Olympischen Zwischenspielen 1906 in Athen, Griechenland, mit einer Delegation von acht Sportlern (allesamt Männer) teil.

## Teilnehmer nach Sportarten

### Leichtathletik
- V. Boulakakis
Marathon: DNF

- Christos Ferarolakis
Marathon: DNF

- Mikhail Giannarakis
Marathon: DNF

- Nikolaos Malintretos
Marathon: DNF

- Christos Manarolakis
Marathon: DNF

- M. Mantakas
Marathon: DNF

- Evangelos Volanakis
Marathon: DNF

- Epaminonas Anezakis
Standweitsprung: 29. Platz
Diskuswerfen, griechisch: ??
Speerwerfen: ??

### Schießen
- Nikolaos Malintretos
Militärgewehr, 300 Meter: 35. Platz